# Winfrenatia
Winfrenatia Taylor, Hass et Kerp es un género de liquen terrestre extinto con una única especie (Winfrenatia reticulata) descrito a partir de sus restos fósiles encontrados en el yacimiento paleontológico de Rhynie Chert. Considerando que las rocas en las que se encuentran los fósiles datan del periodo Pragiense del Devónico inferior (hace alrededor de 400 millones de años) y de ser cierto que la especie es un liquen se trataría de la especie más antigua de liquen terrestre conocida en la actualidad.
Los restos de Winfrenatia presentan una morfología y estructura desconocida en cualquier especie de liquen actual. Poseía un talo laminar con márgenes irregulares de un máximo conocido de 10 centímetros de longitud y entre 1 y 2 milímetros de grosor. La superficie del talo poseía una serie de crestas de 1.5 milímetros de altura sobre la superficie del talo que limitaban las pequeñas depresiones redondeadas a hexagonales de 25 a 30 μm de diámetro que se distrbuían uniformemente por ella. Varias estructuras granulares asociadas a los talos conservados han sido interpretadas como estructuras reproductivas asexuales similares a soredios.
Tres organismos parecen estar implicados en la formación de este talo, dos fotobiontes y un micobionte. La superficie externa y las crestas estaban formadas por hifas aseptadas de 1 a 4 μm de grosor de un hongo (o micobionte) en formación más o menos compacta. Estas hifas aparecían individualizadas en el interior de las depresiones. Por las características de las hifas se ha sugerido la similitud entre el micobionte y algunas especies actuales de glomeromicetos, concretamente de la especie Glomites. Al no haberse encontrado ninguna estructura reproductora del hongo es imposible establecer la posición taxonómica de la especie.
Bajo la capa superficial de hifas y formando el grueso del talo se localiza una cianobacteria (un fotobionte) formando tricomas de hasta 100 μm de longitud paralelos entre sí y con varias capas que parece corresponderse con diferentes momentos de crecimiento. Los tricomas poseían una capa superficial de mucosa hialina y han llegado a identificarse estructuras similares a heterocistos. Con estas características se ha establecido similitud entre esta cianobacteria y actuales representantes de Nostocales o de la cianobacteria Archaeothrix encontrada en el mismo yacimiento.
El tercer bionte es una cianobacteria cocoidea con células individualizadas de entre 10 a 16 μm de diámetro que se situaba en el fondo de las depresiones. Los cocos estaban también rodeados de una capa de mucosa y los de menor tamaño se encontraban en la parte inferior de las depresiones donde entraban en íntimo contacto con las hifas individualizadas del hongo. Es esta última característica la que ha permitido mantener la existencia de una relación simbiótica entre los biontes. Por sus características se ha establecido cierta correspondencia entre este fotobionte y actuales representantes de Gloeocapsa y Chroococcidiopsis.